# Sunol-Midtown
Sunol-Midtown és una concentració de població designada pel cens dels Estats Units a l'estat de Califòrnia. Segons el cens del 2000 tenia 748 habitants.

## Demografia
Segons el cens del 2000, Sunol-Midtown tenia 748 habitants, 243 habitatges, i 142 famílies. La densitat de població era de 3.208,9 habitants/km².
Dels 243 habitatges en un 32,9% hi vivien nens de menys de 18 anys, en un 35,8% hi vivien parelles casades, en un 14,4% dones solteres, i en un 41,2% no eren unitats familiars. En el 29,6% dels habitatges hi vivien persones soles el 6,2% de les quals corresponia a persones de 65 anys o més que vivien soles. El nombre mitjà de persones vivint en cada habitatge era de 3,07 i el nombre mitjà de persones que vivien en cada família era de 3,76.
Per edats la població es repartia de la següent manera: un 27% tenia menys de 18 anys, un 11,2% entre 18 i 24, un 36,6% entre 25 i 44, un 18% de 45 a 60 i un 7,1% 65 anys o més.
L'edat mediana era de 30 anys. Per cada 100 dones de 18 o més anys hi havia 111,6 homes.
La renda mediana per habitatge era de 47.734 $ i la renda mediana per família de 41.071 $. Els homes tenien una renda mediana de 37.143 $ mentre que les dones 30.134 $. La renda per capita de la població era de 17.392 $. Entorn del 9,8% de les famílies i el 15,5% de la població estaven per davall del llindar de pobresa.

## Poblacions properes
El següent diagrama mostra les poblacions més properes.